# Transerp
Criada em 1980, a TRANSERP (Empresa de Transporte Urbano de Ribeirão Preto) foi gerada pela prefeitura da cidade com o objetivo de fazer a implantação e manutenção do sistema semafórico, sinalização e pavimentação das ruas da cidade. Não é uma autarquia e sim uma empresa de capital misto, pois ela foi criada para a operação dos trólebus (ônibus elétricos) e isto seguia norma da EBTU, Empresa Brasileira de Transportes Urbanos.
Mas com o aumento de veículos da cidade houve a necessidade da TRANSERP também fazer a fiscalização e gerenciamento do transporte de Ribeirão Preto.
Seu trabalho é semelhante ao do CET de São Paulo. 